# 会津壮麻呂
会津 壮麻呂（あいづ の おまろ / たけまろ / おとこまろ、生年不詳 – 延暦8年（789年）5月）は、奈良時代の武人。氏姓は丈部のち阿倍会津臣。

## 経歴
陸奥国会津郡の人物。神護景雲3年（769年）丈部庭虫らが丈部から阿倍会津臣に改姓しており、この時に壮麻呂も改姓したか。延暦8年（789年）に征東大将軍・紀古佐美に従って進士（志願兵）として蝦夷征討に参加するが、陸奥国胆沢で蝦夷の首長・阿弖流為の率いる軍勢に敗れ、戦死した（巣伏の戦い）。